# آندری پرسکالو
آندری پرسکالو (کرواتی: Andrej Prskalo؛ زادهٔ ۱ مهٔ ۱۹۸۷) بازیکن فوتبال اهل کرواسی است.
از باشگاه‌هایی که در آن بازی کرده‌است می‌توان به باشگاه فوتبال ایسترا ۱۹۶۱ و باشگاه فوتبال رییکا اشاره کرد.
وی همچنین در تیم ملی فوتبال کرواسی بازی کرده‌است.